# Saint-Jean-Pla-de-Corts
Saint-Jean-Pla-de-Corts település Franciaországban, Pyrénées-Orientales megyében. Lakosainak száma 2283 fő (2022. január 1.). Saint-Jean-Pla-de-Corts Vivès, Passa, Le Boulou, Maureillas-las-Illas és Céret községekkel határos.

## Népesség
A település népessége az elmúlt években az alábbi módon változott:
| Lakosok száma | 2055 | 2153 | 2232 | 2218 | 2248 | 2273 | 2264 | 2258 | 2283 |
|               | 2013 | 2015 | 2016 | 2017 | 2018 | 2019 | 2020 | 2021 | 2022 |